# جولي أوكونور
جولي أوكونور (بالإنجليزية: Julie O'Connor) هي صحفية بريطانية، ولدت في القرن العشرين.